# Termoelektrarna Šoštanj blok 3
Blok 3 ne obratuje več v Termoelektrarni Šoštanj.

## Osnovni Podatki bloka 3
- Termoelektrarna Šoštanj
- Naslov: Cesta Lole Ribarja 18, Šoštanj

Blok je bil zgrajen leta 1960 in ima nazivno moč 75 MW .

## Poenostavljena tehnološka shema
| 1. Kotel                | 10. Nagrevalnik 3                  | 19. Priprava dekarbonate vode |
| 2. Turbina              | 11. Nagrevalnik 4                  |                               |
| 3. Generator            | 12. Napajalni rezervoar            |                               |
| 4. Kondenzator          | 13. Napajalni črpaliki             |                               |
| 5. Kondenzatni črpalki  | 14. NT odvodnik                    |                               |
| 6. Hladilnik kondenzata | 15. Hladilni stolp                 |                               |
| 7. Nagrevalnik 1        | 16. Hladilni črpalki               |                               |
| 8. Nagrevalnik 2        | 17. Ejektor                        |                               |
| 9. Hladilnik kondenzata | 18. Hladinik Kondenzata ejektorjev |                               |

## Tabela tehničnih podatkov za bloka 3
| NAPRAVA                     | ENOTA                                   | BLOK 3                                  |                                         |
| --------------------------- | --------------------------------------- | --------------------------------------- | --------------------------------------- |
| KOTLI                       | SULZER - enocevni, s prisilnim pretokom | SULZER - enocevni, s prisilnim pretokom | SULZER - enocevni, s prisilnim pretokom |
| Število                     | kom                                     | 2                                       |                                         |
| Zmogljivost                 | t/h                                     | 2 x 140                                 |                                         |
| Sveža para: tlak            | bar                                     | 98                                      |                                         |
| Temparatura                 | °C                                      | 530                                     |                                         |
| Napajalna voda: temparatura | °C                                      | 195                                     |                                         |
| Mlin: število               | kom                                     | 2 x 4                                   |                                         |
| Zmogljivost                 | t/h                                     | 18                                      |                                         |
| Dimni plini: Temperatura    | °C                                      | 170                                     |                                         |
| Izkoristek kotla            | %                                       | 86                                      |                                         |
| Višina dimika               | m                                       | 100                                     |                                         |
| TURBINE                     | ESCHER WYSS - kondenzacijska, odjemna   | ESCHER WYSS - kondenzacijska, odjemna   |                                         |
| Število                     | kom                                     | 1                                       |                                         |
| Nazivna moč                 | MV                                      | 75                                      |                                         |
| Tlak sveže pare - vstop     | bar                                     | 93                                      |                                         |
| Nazivni vrtljaji            | min−1                                   | 3.000                                   |                                         |
| Hladilna voda: zmogljivost  | m3/h                                    | 13.500                                  |                                         |
| Nazivna Temperatura         | °C                                      | 27                                      |                                         |
| Višina hladilnega stolpa    | m                                       | 60                                      |                                         |
| GENERATORJI                 | OERLIKON                                | OERLIKON                                |                                         |
| Nazivna moč                 | MVA                                     | 94                                      |                                         |
| Nazivna napetost            | V                                       | 10,5 ± 7,5 %                            |                                         |
| Nazivni fazni kot           | cos φ                                   | 0,8                                     |                                         |
| Vzbujanje                   | Statično                                | Statično                                |                                         |
| Hlajenje                    | bar                                     | (H2) 1,5                                |                                         |
| Specifična poraba premoga   | kg/kWh                                  | 1,35                                    |                                         |
| Izkoristek blokov           | %                                       | 28                                      |                                         |
| BLOKOVNI TRANSFORMATORJI    | OERLIKON                                | OERLIKON                                |                                         |
| Nazivna moč                 | MVA                                     | 94                                      |                                         |
| Prestavno razmerje          | kV                                      | 10,5/121                                |                                         |
| Kratkostična napetost       | %                                       | 11                                      |                                         |
| Vezava                      |                                         | Yy0                                     |                                         |
| Transformator b.l.r. moč    | MVA                                     | 8                                       |                                         |
| Prestavno razmerje ± 18%    | kV                                      | 10,5/6,3                                |                                         |

## Parni kotel SULZER
Parno turbino bloka 3 sta napajala dva Sulzerjeva enocevna kotla s prisilnim pretokom. Blok je lahko obratoval tudi samo z enim kotlom, kar omogoča nižjo minimalno trajno obratovalno moč.

Kotla sta bila na zunaj po zgledu popolnoma enaka kotloma na bloku 1 in 2, vendar sta imela večje ogrevalne površine. Krogotok vode ter pare skozi ogrevalne površine kotlov bloka 3 je bil enak kot pri kotlih bloka 1 in 2.

Vsak od kotlov je lahko proizvedel 140 t pare na uro, s pritiskom 100 bar in temperaturo 530 °C.

### Turbina bloka 3
Parna turbina bloka 3 je podobna turbinama blokov 1 in 2, le da ima moč 75 MW.
Primerno njeni moči so grajene tudi pomožne turbinske naprave. 
Visokotlačni rotor ima trinajst enakotlačnih stopenj lopatic in visokotlačno ohišje trinajst vodilnikov, v katere so vgrajene lopatice vodilnikov.
Nizkotlačni rotor je dvojček z enakotlačnimi lopaticami in sicer dvakrat po pet stopenj s koluti, ki so navlečeni na gred rotorja.

Nizkotlačno ohišje turbine je horizontalne izvedbe in je dvojček. 
Zvijačeno je iz treh delov in sicer iz srednjega ter dveh izstopnih delov, v katerih je dvakrat po pet dvodelnih vodilnikov z vgrajenimi lopaticami vodilnika.
Vse pomožne naprave so enake kot pri turbinah 1 in 2. Prav tako je enak način upravljanja in nadzora turbine.

## Poglejte še
- Termoelektrarna Šoštanj blok 1 in 2
- Termoelektrarna Šoštanj blok 4
- Termoelektrarna Šoštanj blok 5
- Termoelektrarna Šoštanj blok 6
- Termoelektrarna Šoštanj

## Povezave
Spletna stran Termoelektrarne Šoštanj